# هوام
 الهامة  ما له سم يقتل كالحية  والجمع الهوام مثل دابة ودواب وقد تطلق الهوام على ما لا يقتل كالحشرات ومنه حديث كعب بن عجرة وقد قال له - عليه الصلاة والسلام - أيؤذيك هوام رأسك والمراد القمل على الاستعارة بجامع الأذى. وقيل السوام حشرات الأرض.